# Вилхелм фон Лееб
Вилхелм Ритер фон Лееб (на немски: Wilhelm von Leeb) (5 септември 1876 – † 29 април 1956 г.) е немски фелдмаршал по времето на Втората световна война.

## Биография

### Ранен живот и постъпване в армията
Роден е на 5 септември 1876 г. в Ландсберг ам Лех, провинция Бавария, Германска империя под името Вилхелм Лееб. Присъединява се към баварската армия през 1895 г. като офицерски кадет. След като е назначен за лейтенант от артилерията, Лееб служи в Китай по време на Боксерското въстание. По-късно посещава баварската Военна академия в Мюнхен (1907 – 1909 г.) и служи в Генералния щаб в Берлин (1909 – 1911 г.). След като е повишен в капитан, Лееб служи като командир на батарея в баварския 10-и полеви артилерийски полк разположен в Ерланген (1912 – 1913 г.).

### Първа световна война (1914 – 1918)
В началото на Първата световна война, Лееб служи в щаба на баварския 1-ви корпус, а след това и в баварската 11-а пехотна дивизия. През лятото на 1916 г., след повишаването си в ранг майор, е прехвърлен на германо-френския фронт. През следващата година е прехвърлен в щаба на принц Рупрехт Баварски. На 29 май 1916 г. за военните си постижения от 2 май 1915 г. Лееб е награден с Рицарски кръст на военния орден на Макс Йосиф. Това е баварският еквивалент на пруския Орден за заслуги, който приобщава Лееб към аристокрацията. На 21 юни през същата година той получава разрешение (patent of nobility), което му позволява да промени името си като добави титлата Ритер (на немски: Ritter, в превод: рицар) и германската благородническа представка фон (на немски: von, в превод: от).

### Междувоенен период
След войната Лееб остава в Райхсвера, професионална армия наброяваща 100 000 души – едно от изискванията към Германия, заложени в клаузите на Версайския договор. През 1923 г. участва в потушаването на нацисткия Бирен пуч. След това, преди издигането на Адолф Хитлер и разрастването на НСДАП, Лееб командва 7-и военен окръг (на немски: Wehrkreis VII – обхващащ Бавария) като генерал-лейтенант.

### Втора световна война (1939 – 1945)
Хитлер не харесва Лееб, поради антинацисткото становище и религиозните убеждения на генерала. Той го пенсионира през 1938 г. след като го повишава до ранг генерал-полковник. Лееб е извикан отново на служба през юли същата година и назначен за командир на 12-а армия, която взема участие в окупацията на Судетите. След това е пенсиониран отново.
През лятото на 1939 г. Лееб е извикан отново на служба и командва група армии „Ц“. По време на битката за Франция, частите под негово командване пробиват през линията Мажино. За ролята си в успеха, Лееб е повишен до фелдмаршал през юли 1940 г. и е награден с Рицарски кръст.
Спечелил доверието на Хитлер, Лееб получава командването на група армии „Север“ и отговорността за северния сектор по време на операция Барбароса, нападението на Съветския съюз. Целите му са да унищожи съветските части в балтийския регион и да овладее всички военноморски бази в Балтийско море. Операцията започва на 22 юни 1941 г. и армиите под негово командване постигат успех. До края на септември, съединенията от групата армии напредват 900 км и обкръжават Ленинград, но не успяват да превземат града.

#### Поражение при Тихвин (1941)
Обрат в опита на германците да превземат Ленинград е битката при Тихвин, между октомври и декември 1941 г. При този град Червената армия, за пръв път през Втората световна война, нанася широкомащабно поражение на Вермахта.
Окуражени от лесните победи над дезорганизираната и слабо ръководена Червена армия в началото на войната, Лееб хвърля армиите в посока Тихвин, ключов град по пътя към Ленинград. Евентуална победа би позволила на германците да прехвърлят войски от север към група армии „Център“, които да участва в решителна атака срещу Москва. Германците превъзхождащи руснаците числено по брой танкове, окупират Тихвин на 8 ноември. Но новоназначеният командир на съветската 4-та армия, Кирил Мерецков, забавя и спира настъплението, прилагайки активна защита и непрекъснати контраатаки. След това атакува и на 10 декември превзема обратно Тихвин.
По средата на битката, ставката нарежда на Мерецков да организира нов фронт – Волховския. До 30 декември, частите на Лееб са изтласкани обратно до позициите си преди началото на офанзивата.
Съветската победа при Тихвин подпомага защитниците в битката за Москва. Вместо да могат да прехвърлят войски от група армии „Север“ към група армии „Център“, германците са принудени да извършат обратното. Според Дейвид Гланц, в този момент около 32 процента от войските на север, включително две танкови групи, водят боеве или са обвързани край Тихвин. В тези битки Вермахта губи 45 000 войника.
Когато Лееб не успява да превземе бързо Ленинград, Хитлер казва:
| „            | Лееб изживява второ детство, не може да проумее и изпълни моя план за бързо превземане на Ленинград. Суети се около своя план да заеме защитна позиция в северозападния сектор и иска да атакува към центъра на Москва. Очевидно е сенилен, няма необходимия кураж и като истински католик иска да се моли, а не да се бие. | “ |
| Адолф Хитлер | |   |

Лееб не харесва намесата на Хитлер в командването, тъй като го счита за кабинетен генерал. Понякога се твърди, че Хитлер уволнява Лееб, но това не е вярно. През януари 1942 г., Лееб иска от Хитлер да го освободи от командването. Официално е обявено, че се оттегля поради болест, а не заради претърпяното поражение. Генерал-полковник Георг фон Кюхлер поема командването на група армии „Север“.

#### Връзки с нацизма
Отношението на Лееб към нацисткия режим е противоречиво. Въпреки откритото пренебрежение към Хитлер и съмишлениците му, той приема подаръка от 250 000 райхсмарки за 65-ият си рожден ден през 1941 г. През 1944 г. Лееб се съгласява да бъде използвана популярността му за пропагандни цели, за което получава голямо баварско имение на стойност 638 000 райхсмарки. След проваленият опит за убийство на Хитлер от 20 юли 1944 г., Лееб изпраща потвърждение за своята лоялност.

## След войната и смърт
След войната Лееб е съден от американски военен трибунал в Нюрнберг. Поради неясноти в документите е признат за виновен по едно от четирите обвинения и е осъден на три години затвор. Освободен е след произнасянето на присъдата, тъй като е излежал това време като военнопленник. До смъртта си през 1956 г., живее във Фюсен със семейството си.

## Цитирана литература